# Кейзер (художник)
Кейзер (англ. Keizer) — псевдоним анонимного египетского уличного художника, чьи работы приобрели популярность и известность в Египте после революции 2011 года. На тот период, как сообщается, под этим псевдонимом скрывался 33-летний мужчина, постоянно создававший граффити в Каире.

## Карьера и политика
Мало что известно о ранней биографии Кейзера, так как художник (идентифицированный как мужчина) предпринял ряд шагов для защиты своей личности. Он был сфотографирован за работой в толстовке с капюшоном, скрывавшей его внешность.

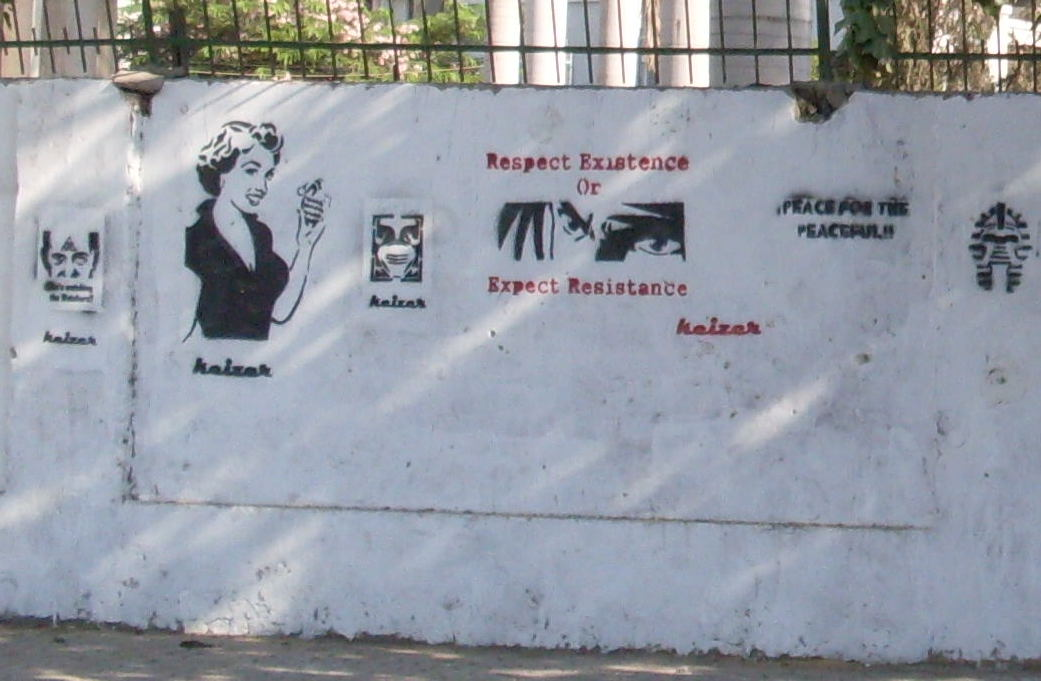
Трафаретная художественная работа Кейзера в Каире

Политизированное уличное искусство не было распространено в Египте до революции 2011 года, однако его бум произошёл во время неё и в постреволюционную эпоху. Художественные работы, в частности, нацеленные на Высший совет Вооружённых сил стали популярными после революции, потому что, по данным газеты «Christian Science Monitor», такие «антивоенные граффити» отражают разочарования египетских активистов в военных властях, которые, по их мнению, заменили одну автократию другой. Кейзер отмечал, что, хотя большая часть его работ носит политический характер, другая немалая часть её — неоднозначна или аполитична. Сам художник посоветовал зрителям думать и делать свои собственные выводы, так как многие люди, по его мнению, привыкли к тому, что им говорят, что думать. Кейзер характеризуется как арабский националист, и большая часть его работ направлена против капитализма и империализма. В своём творчестве Кейзер использует логотипы международных корпораций, критикуя потребительство с помощью легко дублируемой трафаретной техники.

### Творчество
Художественный стиль Кейзера характеризуется как напоминающий стиль Бэнкси и Шепарда Фейри. Текст, сопровождающий его изображения, бывает как арабским, так и английским. Отвечая на вопрос об использовании английского языка в своём творчестве, Кейзер отметил, что делает это «определённо для атаки на высшие слои общества».

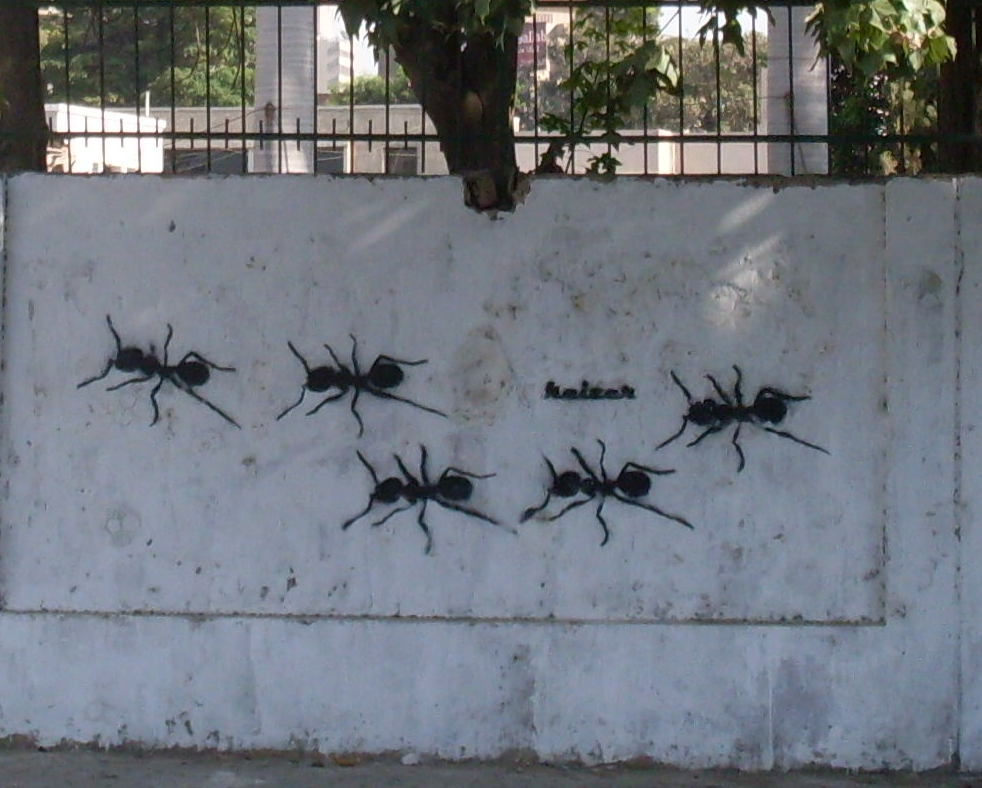
«Муравьи» Кейзера в Каире

Среди граффити, нанесённых по трафарету Кейзером в общественных местах Египта, особое место занимают изображения муравьёв. Художник пишет на своем сайте, что «муравей символизирует забытых, молчаливых, безымянных, маргинализованных капитализмом. Это рабочий класс, простой народ, колония, которая борется и жертвует собой вслепую ради королевы муравьев и её монархии. Муравьи — преданные, самоотверженные работники, они сотрудничают, организуют, делегируют и ставят себя на первое место на линии опасности и долга. Когда их ценят и управляют ими, они не получают и не ожидают вознаграждения за свои усилия, труд и борьбу…»